# Natal'ja Kovšova
Natal'ja Kovšova in russo Наталья Венедиктовна Ковшова? (Ufa, 26 novembre 1920 – Sutoki, 14 agosto 1942) è stata una militare sovietica, cecchino dell'Armata Rossa durante la seconda guerra mondiale.
Combatteva con l'osservatore e amica Marija Polivanova. Natal'ja combatté coraggiosamente per tutta la durata della guerra; fu uccisa in uno scontro contro la Wehrmacht vicino a Novgorod nell'agosto del 1942. Il 14 febbraio 1943 le fu conferito postumo il titolo di Eroe dell'Unione Sovietica, la più alta onorificenza dell'Unione Sovietica.

## Biografia
Nacque il 26 novembre 1920 a Ufa, in Russia. Poco dopo la sua nascita, la famiglia si trasferisce a Mosca, dove studiò in una scuola superiore. Dopo il diploma, iniziò a lavorare presso un istituto di ricerca sempre a Mosca in attesa di essere ammessa nell'aviazione, qui conobbe una ragazza di nome Marija Polivanova; le due divennero buone amiche.

## Seconda guerra mondiale

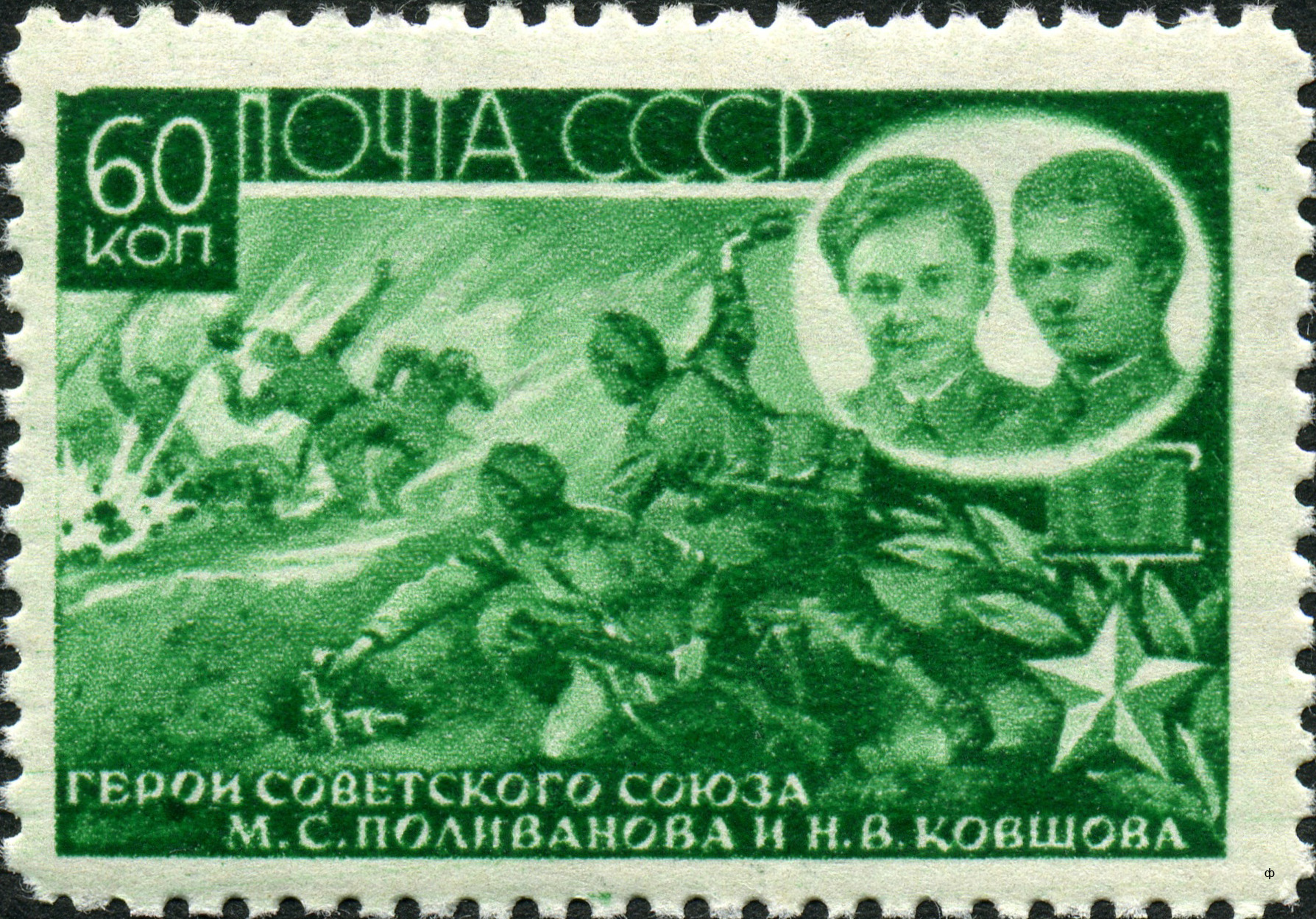
Francobollo sovietico del 1944 raffigurante Polivanova e Kovšova.

Quando nel 1941 scoppiò la guerra, si unì a un'unità di milizia Narodnoe opolčenie a Mosca, insieme a Polivanova, all'età di 21 anni. Questi gruppi nacquero quando i tedeschi iniziarono a bombardare le città e i paesi russi. Natal'ja fu a capo del dipartimento di osservazione e comunicazione, motivo per cui trascorse molte notti dentro la torre di controllo. Dopo questa esperienza, frequentò l'addestramento per cecchini presso il 528º Reggimento Fucilieri e al termine, fu inviata al fronte con il reggimento.
Nel gennaio 1942, le due amiche iniziarono a combattere come cecchini contro i tedeschi sul fronte nord-occidentale. Natal'ja era il tiratore della squadra mentre Marija era il suo osservatore. Entrambe combatterono nella battaglia di Mosca, con il 528º Reggimento, impiegato a difesa della capitale: durante la battaglia, si dimostrò un cecchino esperto uccidendo molti soldati tedeschi; nel contempo scavò anche numerose postazioni anticarro, postazioni di mitragliatrici e trincee per la fanteria. Si occupò di addestrare i nuovi soldati all'uso dei fucili e addestrò anche gli studenti migliori a diventare cecchini, insegnando loro la tecnica di tiro e trasmettendo le sue abilità di tiro. Per le sue azioni nella battaglia di Mosca, Natal'ja Kovšova fu insignita dell'Ordine della Stella Rossa. Durante la guerra, espresse un grande odio nei confronti dei tedeschi, ispirata dalla propaganda sovietica che spiegava come i soldati sovietici stessero combattendo per la loro liberazione.
Nel 1942 scrisse a sua madre:"Puoi sentire storie orribili dai residenti locali che sono stati nelle mani dei maiali fascisti. Le donne con cui viviamo hanno avuto un ospite che è venuto a trovarci e ha detto che i tedeschi hanno sparato a suo fratello e a quattro suoi amici solo perché erano usciti dopo le 16". Il 7 luglio 1942 scrisse nuovamente a sua madre:"Mia carissima mamma! Ti prego, non arrabbiarti perché non ti ho scritto di essere stata ferita. Non volevo farti preoccupare senza motivo, visto che non è successo nulla di grave... Sono tornata con la mia unità il 2 giugno 1942. Ora io e Mashenka [Marija] lavoriamo con i giovani cecchini. Hanno buone potenzialità. Nelle ultime due settimane di giugno i nostri studenti hanno abbattuto 3 Fritz. Non male! Qualche giorno fa cinque di noi sono andati in ricognizione senza dire nulla al comandante. Eravamo proprio sotto il naso dei tedeschi e loro non se ne sono accorti!".
Il 14 agosto 1942, il reggimento di Natal'ja Kovšova fu impegnato nei combattimenti vicino al villaggio di Sutoki-Byakovo, nell'Oblast di Novgorod. I mitraglieri e i cecchini resistettero all'offensiva tedesca nelle trincee. I soldati sovietici furono uccisi uno dopo l'altro, finché rimasero solo Kovšova e Polivanova, entrambe ferite. Poiché la cattura non era un'opzione accettabile per loro, Natal'ja decise di estrarre la spoletta di una granata e di aspettare per far saltare in aria i soldati tedeschi appena entrati in trincea facendosi esplodere, sacrificando in questo modo se stessa e Polivanova e ferendo o uccidendo diversi soldati tedeschi.

## Memoria
Fu insignita postuma del titolo di Eroe dell'Unione Sovietica, in riconoscimento del suo sacrificio. Si stima che Natal'ja Kovšova e Marija Polivanova abbiano ucciso insieme oltre 300 soldati tedeschi. Negli anni sessanta le fu intitolato anche un peschereccio sovietico.